# Alianza del Centro
La Alianza del Centro (Alleanza di Centro) (AdC) es un partido político italiano democristiano.
Fue fundado en noviembre de 2008 como una escisión de la Unión de los Demócratas Cristianos y de Centro (UDC) partidarios de volver a aliarse con la coalición de centro-derecha de Silvio Berlusconi y apoyar a su gobierno y al Pueblo de la Libertad. Su líder era Francesco Pionati, diputado y ex portavoz de UDC. 
En las elecciones europeas de 2009 AdC fue parte del Polo de la Autonomía, una coalición electoral que incluía a La Derecha, el Movimiento por las Autonomías y el Partido de los Pensionistas, logrando la coalición 2 eurodiputados pero ninguno de AdC. De cara a las elecciones regionales de 2010 obtuvo sólo un consejero regional en Campania, con un 2,3% de los votos en dicha región.